# Andrea Boeykens
Andrea Verena Boeykens (Amburgo, 30 ottobre 1978) è un'ex cestista argentina.

## Carriera
Con l'Argentina ha disputato i Campionati mondiali del 1998 e due edizioni dei Campionati americani (1997, 1999).